# HPDL
HPDL (англ. 4-hydroxyphenylpyruvate dioxygenase like) – білок, який кодується однойменним геном, розташованим у людей на 1-й хромосомі. Довжина поліпептидного ланцюга білка становить 371 амінокислот, а молекулярна маса — 39 386.
| 10         |  | 20         |  | 30         |  | 40         |  | 50         |
| ---------- |  | ---------- |  | ---------- |  | ---------- |  | ---------- |
| MAAPALRLCH |  | IAFHVPAGQP |  | LARNLQRLFG |  | FQPLASREVD |  | GWRQLALRSG |
| DAVFLVNEGA |  | GSGEPLYGLD |  | PRHAVPSATN |  | LCFDVADAGA |  | ATRELAALGC |
| SVPVPPVRVR |  | DAQGAATYAV |  | VSSPAGILSL |  | TLLERAGYRG |  | PFLPGFRPVS |
| SAPGPGWVSR |  | VDHLTLACTP |  | GSSPTLLRWF |  | HDCLGFCHLP |  | LSPGEDPELG |
| LEMTAGFGLG |  | GLRLTALQAQ |  | PGSIVPTLVL |  | AESLPGATTR |  | QDQVEQFLAR |
| HKGPGLQHVG |  | LYTPNIVEAT |  | EGVATAGGQF |  | LAPPGAYYQQ |  | PGKERQIRAA |
| GHEPHLLARQ |  | GILLDGDKGK |  | FLLQVFTKSL |  | FTEDTFFLEL |  | IQRQGATGFG |
| QGNIRALWQS |  | VQEQSARSQE |  | A          |  |            |  |            |

A: Аланін

C: Цистеїн

D: Аспарагінова кислота

E: Глутамінова кислота

F: Фенілаланін

G: Гліцин

H: Гістидин

I: Ізолейцин

K: Лізин

L: Лейцин

M: Метіонін

N: Аспарагін

P: Пролін

Q: Глутамін

R: Аргінін

S: Серин

T: Треонін

V: Валін

W: Триптофан

Кодований геном білок за функцією належить до оксидоредуктаз. 
Білок має сайт для зв'язування з іонами металів, іоном заліза. 